# Psalm 5

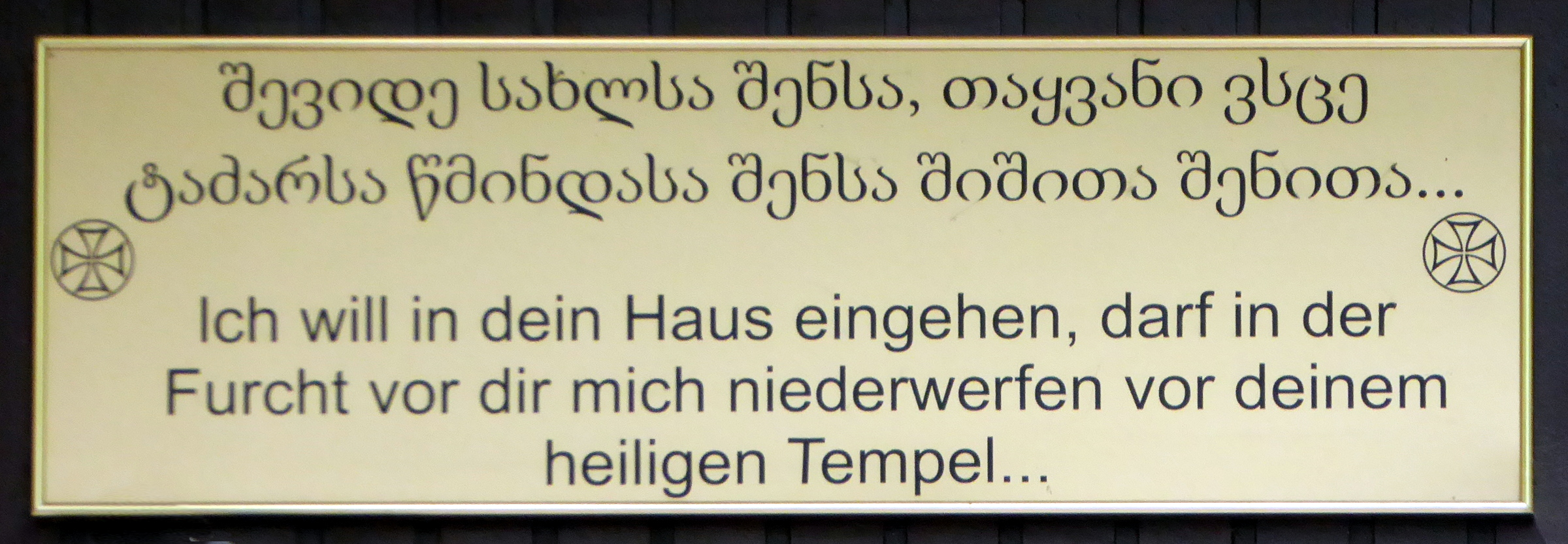
Tafel über dem Eingang einer orthodoxen Kirche

Der 5. Psalm ist ein Psalm Davids und gehört in die Reihe der Klagepsalmen.

## Gliederung
Der Alttestamentler Hermann Gunkel gliedert den Psalm folgendermaßen:
- Vers 2–4: Anrufung Gottes
- Vers 5–8: Der Ort des Gebets
- Vers 9–13: Die eigentlichen Bitten (für die eigene Person, gegen seine Gegner, JHWHs Schutz für alle Frommen)

## Auslegung
Die korrekte Übersetzung des Wortes hebräischen Wortes הַנְּחִילֹ֗ות ist unklar; die Einheitsübersetzung und die Lutherbibel geben es mit „zum Flötenspiel“ wieder. Septuaginta und Vulgata sowie arabische Übersetzungen leiten es aber von נחל ab, was „erben“ bedeutet (entsprechend in der Vulgata „pro ea quae haereditatem consequitur“ und κληρονομος in der Septuaginta). Demnach hieße es übersetzt: „zugunsten derjenigen, die das Erbe erhält“.
Daher wurde, wenn diese Übersetzungen zu Grunde lagen, in der Auslegungsgeschichte häufig die Kirche als jene Erbin Gottes erklärt, wie beispielsweise in den Psalmauslegungen Augustinus, Cassiodors und anderer.
Eine durch und durch christologische Auslegung findet sich bei Martin Luther. So benennt dieser zum Beispiel als zentral für den dritten Vers, dass die Menschwerdung des Menschen durch die Menschwerdung Jesu Christi geschieht.
Gerhard Ebeling will im Psalm die Urmenschlichkeit des Klagens und Anklagens (Vers 10 f.) aber zugleich des Jubelns und Jauchzens (Vers 12 f.) hervorgehoben wissen.

## Verwendung
Gemäß der Benediktsregel ist der Psalm an den Laudes des Montags zu singen.

## Rezeption
Caspar Querhamer († 1546) schuf 1537 auf der Grundlage des Psalms den Choral Ein geystlich Bitlied gezogen aus den Psalmen / Verba mea auribus etc.: Mein wort o Herr zu oren nym.